# وابنو (حوزه سرشماری) ویسکانسین
وابنو (به انگلیسی: Wabeno) یک منطقهٔ مسکونی در ایالات متحده آمریکا است که در شهرستان فارست، ویسکانسین واقع شده‌است. وابنو ۵۷۵ نفر جمعیت دارد و ۴۶۹٫۰۹ متر بالاتر از سطح دریا واقع شده‌است.